# Modrič (Laško, Slovenija)
Modrič je naselje u slovenskoj Općini Laškom. Modrič se nalazi u pokrajini Štajerskoj i statističkoj regiji Savinjskoj. 

## Stanovništvo
Prema popisu stanovništva iz 2002. godine naselje je imalo 28 stanovnika.